# Концева Анна Миколаївна
А́нна (Га́нна) Микола́ївна Концева (нар. 1 лютого 1984) — українська академічна веслувальниця. Бронзова призерка чемпіонатів Європи. Представляла Дніпропетровську область.

## З життєпису
Народилась 1984 року в місті Дніпропетровськ. Виграла дві бронзові медалі — на Чемпіонаті Європи з веслування 2011 і 2013 років.
2018 року на Чемпіонаті Європи-2018 двійка Оксана Голуб/Анна Концева посіла четверте місце.